# Abundància dels elements químics

Proporcions estimades de matèria, matèria fosca i energia fosca a l'univers. Únicament la fracció de la massa i energia a l'univers anomenada "àtoms" està composta per elements químics.

L'abundància d'un element químic mesura com de relativament comú (o estrany) és l'element, o quina quantitat de l'element és present en un ambient determinat en comparació als altres elements. L'abundància es pot mesurar de diverses maneres, per exemple mitjançant la fracció de massa (igual a la fracció de pes), fracció molar (fracció d'àtoms segons el recompte numèric, o de vegades fracció de molècules en gasos), o per fracció de volum. La mesura per fracció de volum és una mesura comuna d'abundància en barreges de gasos com atmosferes planetàries, i és propera a la fracció molar molecular per barreges de gasos ideals.
Per exemple, l'abundància expressada en fracció de massa de l'oxigen en aigua és d'un 89%, ja que aquesta és la fracció de la massa de l'aigua que és oxigen. Tanmateix, l'abundància expressada com a fracció molar d'oxigen en aigua és de només un 33%, ja que només 1 de cada 3 àtoms de l'aigua és un àtom d'oxigen. A tot l'univers, i a les atmosferes dels gegants gasosos com Júpiter, les abundàncies expressades com a fracció de massa d'hidrogen i heli són d'aproximadament un 74% i 23-25% respectivament, mentre que les fraccions molars (atòmiques) d'aquests elements són del 92% i 8%. Tanmateix, com que l'hidrogen és diatòmic mentre que l'heli no, a les condicions de l'atmosfera exterior de Júpiter, la fracció molar molecular (fracció de totes les molècules de gas, o fracció de l'atmosfera segons el volum) d'hidrogen a l'atmosfera exterior de Júpiter és d'un 86%, i, per l'heli, 13%.
La major part de les abundàncies d'aquest article es donen en abundàncies de fracció de massa.